# Distritos da Tanzânia

Distritos da Tanzânia.

As regiões da Tanzânia são divididas em 127 distritos. Os distritos estão listados abaixo, por região:

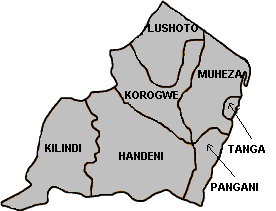
Distritos na região de Tanga.

Arusha
- Arumeru
- Arusha
- Karatu
- Monduli
- Ngorongoro

Dar es Salaam
- Ilala
- Kinondoni
- Temeke

Dodoma
- Dodoma Rural
- Dodoma Urban
- Kondoa
- Kongwa
- Mpwapwa

Iringa
- Iringa Rural
- Iringa Urban
- Kilolo
- Ludewa
- Makete
- Mufindi
- Njombe

Kagera
- Biharamulo
- Bukoba Rural
- Bukoba Urban
- Chato
- Karagwe
- Misenyi
- Muleba
- Ngara

Kigoma
- Kasulu
- Kibondo
- Kigoma Rural
- Kigoma Urban

Kilimanjaro
- Hai
- Moshi Rural
- Moshi Urban
- Mwanga
- Rombo
- Same

Lindi
- Kilwa
- Lindi Rural
- Lindi Urban
- Liwale
- Nachingwea
- Ruangwa

Manyara
- Babati
- Hanang
- Kiteto
- Mbulu
- Simanjiro

Mara
- Bunda
- Musoma Rural
- Musoma Urban
- Serengeti
- Tarime
- Rorya

Mbeya
- Chunya
- Ileje
- Kyela
- Mbarali
- Mbeya Rural
- Mbeya Urban
- Mbozi
- Rungwe

Morogoro
- Kilombero
- Kilosa
- Morogoro Rural
- Morogoro Urban
- Mvomero
- Ulanga

Mtwara
- Lulindi
- Masasi
- Mtwara Rural
- Mtwara Urban
- Nanyumbu
- Newala
- Tandahimba

Mwanza
- Geita
- Ilemela
- Kwimba
- Magu
- Misungwi
- Nyamagana
- Sengerema
- Ukerewe

Pemba North
- Wete Pemba
- Micheweni Pemba

Pemba South
- Chakechake
- Mkoani

Pwani
- Bagamoyo
- Kibaha
- Kisarawe
- Mafia
- Mkuranga
- Rufiji

Rukwa
- Mpanda
- Nkasi
- Sumbawanga Rural
- Sumbawanga Urban

Ruvuma
- Mbinga
- Songea Rural
- Songea Urban
- Tunduru

Shinyanga
- Bariadi
- Bukombe
- Kahama
- Kishapu
- Maswa
- Meatu
- Shinyanga Rural
- Shinyanga Urban

Singida
- Iramba
- Manyoni
- Singida Rural
- Singida Urban

Tabora
- Igunga
- Nzega
- Sikonge
- Uyui
- Tabora Urban
- Urambo

Tanga
- Handeni
- Kilindi
- Korogwe
- Lushoto
- Muheza
- Nkinga
- Pangani
- Tanga

Zanzibar Central/South
- Zanzibar Central
- Zanzibar South

Zanzibar North
- Zanzibar North "A"
- Zanzibar North "B"

Zanzibar West
- Stone Town
- Zanzibar West